# Takis Fyssas
Panagiotis "Takis" Fyssas (Atenas, 12 de junho de 1973) é um ex-futebolista grego, que atuava como zagueiro,

## Carreira
Foi jogador do Benfica (onde em 2004 apontou 1 dos golos da vitória encarnada na final da Taça de Portugal frente ao campeão europeu de clubes daquela época F.C. Porto, orientado por José Mourinho) fez carreira no Panionios, e no Panathinaikos, e foi campeão europeu na Euro 2004, em Portugal, Fyssas atualmente trabalha na Federação Grega de Futebol.

## Títulos
Euro 2004
Seleção Grega de Futebol
Campeonato Grego:1
Panathinaikos:2003-2004
Copa da Grécia:2
Panathinaikos:1998, 2004
Campeonato Português:1
Sport Lisboa e Benfica:2004-2005
Taça de Portugal:1
Sport Lisboa e Benfica:2004
Copa da Escócia:1
Hearts:2006